# Коротково (Вологодский район)
Коротково — деревня в Вологодском районе Вологодской области.
Входит в состав Кубенского сельского поселения, с точки зрения административно-территориального деления — в Кубенский сельсовет.
Расстояние по автодороге до районного центра Вологды — 37 км, до центра муниципального образования Кубенского — 7 км. Ближайшие населённые пункты — Баралово, Кулемесово, Мидяново, Илейкино, Настасьино, Морино, Долгово, Сопятино.
По переписи 2002 года население — 7 человек.